# PubChem
PubChem je baza podataka hemijskih molekula. Ovaj sistem odražava NCBI, koji je komponenta SAD Nacionalne Medicinske Biblioteke, koja je deo -a. PubChem je slobodno dostupan na Internetu. Milioni struktura jedinjenja i opisnih podataka se mogu preuzeti. PubChem sadrži opise supstanci i malih molekula sa manje od 1000 atoma i 1000 veza. Američko Hemijsko Društvo je tražilo os SAD kongresa da ograniči PubChem operacije, jer konkuriše njihovoj Službi hemijskih abstrakta.. Više od 80 snabdevača baza podataka (kataloga hemijskih jedinjenja i njihovih osobina) doprinosi rastu PubChem baze podataka.

## Spoljašnje veze
- upiti
- česta pitanja
- pomoć